# Sequencermusik
Mit Sequencermusik wird vorwiegend elektronische Musik mit sich wiederholenden Klang-, Ton- und Rhythmusstrukturen bezeichnet, die auch patternorientierte elektronische Musik oder Synthesizerloops genannt wird.

## Weitere Einzelheiten
Frühe Formen der Sequencermusik sind u. a. die Berliner Schule mit Künstlern wie Tangerine Dream und Klaus Schulze sowie die zu Beginn der 1980er-Jahre entstandene Electronic Body Music (EBM) mit Gruppen wie DAF, Die Krupps, Front 242 und Nitzer Ebb. Zu den derzeit wohl bekanntesten Formen der Sequencermusik zählt man den auf diesen Musikstilen aufbauenden Techno mit seinen zahlreichen Ablegern und Weiterentwicklungen. Zu den wichtigsten Arbeitsgeräten der Sequencermusik gehören der Sequencer und der Synthesizer (Musik-Synthesizer).
Der Sequencer ist hierbei eine Steuereinheit, die den Synthesizer als Klangerzeuger steuert. Es können unterschiedliche Technologien zum Einsatz kommen: Man unterscheidet im Wesentlichen analoge und digitale Sequencer bzw. Software-Sequencer, die als Programm auf einem handelsüblichen Computer laufen können. Dieselben Technologieklassen liegen auch der Klangerzeugung zugrunde.
Das wesentliche Erkennungsmerkmal der Sequencermusik sind stetig wiederkehrende, mehr oder weniger melodische und/oder auch rhythmische Phrasen, sogenannte Patterns oder Loops, die teilweise konstant über die gesamte Spieldauer eines Stückes beibehalten werden oder auch mit nur sehr wenigen Variationen auskommen. Eine sehr beliebte Spielart der Sequencermusik ist z. B. das sogenannte Muten (aus englisch mute für „still“ oder „stumm“ und übertragen auch „dämpfen“) oder Muting, hierbei werden einzelne Instrumentenstimmen synchron zum Takt ein- und ausgeblendet (oder stummgeschaltet), um einen Spannungsbogen aufzubauen und das Stück zu führen.
Die Meinungen und Ansichten zur Sequencermusik driften sehr stark auseinander: Ob man hier von einer eigenen Form der Musik sprechen darf oder nicht, ob es sich hier überhaupt um Musik oder gar um eine eigene Kunstform handelt, sei dahingestellt.
In der Regel wird die typische Sequencermusik nicht in Form von musikalischen Noten (siehe auch: Note (Musik)) dargestellt und behandelt, sondern als eine Folge von Schritten oder auch Steps. Üblicherweise werden Sechzehntelnoten in 1, 2 oder 4 Takten verwendet, wobei dies aber nicht zwingend vorgeschrieben ist. Neben der Tonhöhe und Lautstärke werden in der Sequencermusik auch die Dauer eines Tones, der zeitliche Versatz (auch Groove genannt), zahlreiche klangliche Parameter sowie Modulationen mit dem Sequencer gesteuert.
Die Entwicklung der Sequencermusik wird mittlerweile sehr stark durch die Entwicklung der Computertechnik – speziell der Software – beeinflusst. Da der Sequencer und der Synthesizer immer eine funktionale Einheit bilden, muss die Bedienung auch intuitive Eingriffsmöglichkeiten bieten, die sich letztendlich im künstlerischen Ausdruck widerspiegeln. Die elektronische Musik genießt den Ruf einer gewissen experimentellen Freiheit, und nicht wenige Musiker, Künstler und Klangperformer sind zugleich auch Techniker, die sich ihre eigenen Geräte selbst entwickeln und damit der Musikindustrie wesentliche Impulse vermitteln.